# Bunda (TC)
Bunda (TC) (Bunda Town Council, auch Bunda Mjini genannt) ist ein Distrikt im Norden von Tansania. Er ist ein Teil der Region Mara und grenzt im Nordwesten an den Distrikt Musoma, im Norden an den Distrikt Butiama, im Osten und im Westen an den Distrikt Bunda DC, im Süden an die Region Simiyu und im Südwesten an den Victoriasee.

## Geographie
Bunda (TC) besteht geografisch aus zwei Bereichen. Der Süden des Distrikts ist eine Ebene, die mit einer Höhe von etwa 1150 Metern nur knapp höher als der Victoriasee liegt. Sie wird vom Fluss Ruwana entwässert, der in einem sumpfigen Delta in den Victoriasee mündet. Nach Norden steigt das Land hügelig an bis zum Suguti, der die Nordgrenze bildet. Die höchste Erhebung ist 1608 Meter hoch und liegt östlich der Stadt Bunda.
Das Klima in Bunda ist tropisch. Im Jahresdurchschnitt regnet es 1230 Millimeter. Die Niederschläge sind gut über das Jahr verteilt, nur die Monate Juni bis August sind trockener. Auch die Temperaturverteilung ist gleichmäßig. Der September ist mit einer Durchschnittstemperatur von 23,3 Grad Celsius der wärmste Monat, am kühlsten ist es mit 21, 7 Grad im Dezember.

## Verwaltungsgliederung
Der Distrikt besteht aus 14 Bezirken (Wards):
- Balili
- Bunda Mjini
- Bunda Stoo
- Guta
- Mcharo
- Kabarimu
- Kabasa
- Kunzugu
- Manyamanyama
- Nyamakokoto
- Nyasura
- Nyatwali
- Sazira
- Wariku

## Bevölkerung
Bei der Volkszählung 2022 lebten 182.970 Menschen in Bunda (TC).

## Einrichtungen und Dienstleistungen
- Bildung: Von den 66 Grundschulen werden 61 öffentlich und 5 privat geführt. Für eine weitere Ausbildung stehen 6 öffentliche und 5 private höhere Schulen zur Verfügung.[3]
- Gesundheit: Im Distrikt befinden sich 1 Krankenhaus, 3 Gesundheitszentren und 10 Apotheken.[3]

## Wirtschaft und Infrastruktur
- Landwirtschaft: Der Großteil der Landwirte sind Kleinbauern, die vor allem die Grundnahrungsmittel Maniok, Sorghum, Mais, Hirse, Reis, Süßkartoffeln, Bohnen und Erdnüsse anbauen. Für den Verkauf werden auch Baumwolle, Erbsen und Sonnenblumen gepflanzt.[4] Mehr als 40 Prozent der Haushalte besitzen auch Haustiere. Vor allem Rinder (220.000), Ziegen (100.000) und Schafe (50.000) werden gehalten.[5]
- Handel und Dienstleistung: Viele Stadtbewohner leben vom Handel. Die Aktivitäten reichen von Arbeiten in Hotels und Restaurants, in Geschäften bis zu Straßenverkäufern.[6]
- Gewerbe und Industrie: Die meisten Betriebe arbeiten in den Bereichen  Lebensmittel-, Baumwoll-, Metall- und Holzverarbeitung.[7]

## Politik
Der Stadtrat besteht aus 14 gewählten Mitgliedern.